# Гото Иэнобу
Гото Иэнобу (яп. 後藤 家信 Гото: Иэнобу, 25 июня 1563 — 12 мая 1622) — японский военачальник периодов Адзути-Момояма и раннего Эдо, 20-й правитель Такэо и глава рода Гото из Хидзэна.

## Биография
Родился 25 июня 1563 года в семье Рюдзодзи Таканобу, даймё провинции Хидзэн, и дочери Рюдзодзи Иэкадо. В 1577 году сын Гото Такааки, Харуаки (позже ставший Рюдзодзи Иэтада), был принят в семью Рюдзодзи, а взамен сын Таканобу, Иэнобу, женился на дочери Такааки, Цумити, и стал приёмным зятем. Первоначально отношения родов Гото и Рюдзодзи колебались от мира до вражды в зависимости от обстоятельств, но по мере роста власти Рюдзодзи Таканобу им пришлось принять Иэнобу в качестве приёмного наследника.
После этого Гото Иэнобу участвовал в сражениях в сражениях Рюдзодзи. В 1579 году, во время похода Рюдзодзи Таканобу на провинции Тикуго и Хиго, Иэнобу осадил и захватил замок Кога в Миикэ, а в боях с воинами Хиго, такими как Сагара, Мэра, Уто и Асо, как сообщается, «добыл 800 голов». В 1580 году присоединился к Рюдзодзи Масаиэ в нападении на Камати Сигэнами в Янагаве. В 1581 году, вместе с братьями Рюдзодзи Масаиэ и Эгами Иэтанэ, вторгся в Хиго, где вынудил сдаться Акахоси Мунэиэ, хозяина замка Кикути, а также получил от Кая Тиканао, хозяина замка Мифунэ, и Дзё Тикамасы, хозяина замка Кумамото, клятвенные письма о подчинении Рюдзодзи Таканобу, благодаря чему их владения были сохранены. В 1582 году, когда Тадзири Акитанэ восстал против Рюдзодзи Таканобу, Иэнобу вместе с Набэсимой Наосигэ стали заместителями командующего Масаиэ и атаковали его.
Согласно «Истории Японии» Луиша Фроиша, в октябре того же года Иэнобу отправил посланника к Гаспару Коэлью, вице-провинциалу иезуитов, предложив заключить союз с иезуитами на условиях пожертвования земель и своего обращения в христианство, но был вынужден отказаться от этого из-за противодействия своего отца, Таканобу.

### После битвы при Окитанаватэ
В 1584 году в битве при Окитанаватэ против объединённых сил Симадзу и Арима погиб отец Иэнобу, Рюдзодзи Таканобу. Гото, участвовавший в сражении, потерпел поражение и бежал, покинув замок Готояма (замок Цукадзаки) в Такэо и переселившись в укреплённый замок Сумиёси (ныне город Ямаути). Согласно «Истории Японии» Фроиша, после смерти отца Иэнобу вновь обратился к Коэлью с предложением принять христианство. Однако из-за гибели отца, Таканобу, и многих вассалов Рюдзодзи, а также жестокого обращения со стороны братьев Иэнобу «впал в безумие, утратив способность к нормальному суждению, после чего был заключён в темницу и находился под надзором».
В 1587 году, во время похода Тоётоми Хидэёси против Симадзу, Иэнобу участвовал в кампании и, как сообщается, дошёл до Юноуры (ныне часть Асикиты) в провинции Хиго. В 1590 году, когда Рюдзодзи Масаиэ ушёл в отставку, Тоётоми Хидэёси выдал Иэнобу реестр земельных владений, согласно которому ему были выделены следующие территории: 12 744 коку в уезде Кисима, 3 659,2 коку в уезде Мацуура, а также 3 300,7 коку в уезде Оги, что в сумме составило 19 703,9 коку его земельных владений.
Позже Иэнобу участвовал в корейской кампании Тоётоми Хидэёси. В ходе кампании 1592 года Гото под командованием Като Киёмасы защищал замок Токухара, наступал до Маньчжурии с целью захвата двух корейских принцев (Имхэ-гуна и Сунхва-гуна), а после вернулся в Японию в январе 1594 года. Во время кампании 1597 года вновь отправился в Корею и в январе следующего, 1598 года, отличился, участвуя в спасении Като Киёмасы, осаждённого в Ульсане. За это Киёмаса подарил ему большой меч и 30 пушек. После этого Иэнобу заболел и вернулся в Японию, и вместо него в Корею отправился его старший сын, Сигэцуна.
В 1601 году сёгунат Токугава ввёл систему заложников в Эдо, требуя от Набэсимы из княжества Сага, а также от четырёх ветвей Рюдзодзи (Исахая, Такэо, Таку и Суко) отправки заложников в Эдо. В следующем году Иэнобу отправил своего третьего сына, Сигэнобу, в Эдо.